# Gilles Savary
Gilles Savary (ur. 6 grudnia 1954 w Oradour-sur-Vayres) – francuski polityk i samorządowiec, poseł do Parlamentu Europejskiego (1999–2009), deputowany krajowy.

## Życiorys
W 1975 został magistrem nauk ekonomicznych, rok później uzyskał dyplom specjalistycznych studiów (DESS) z dziedziny rozwoju regionalnego. Kształcił się także w zakresie analiz urbanistycznych. Pracował w administracji terytorialnej, m.in. jako doradca w biurze prezydenta Akwitanii. Od 1988 do 1992 był dyrektorem biura przewodniczącego rady generalnej Żyrondy. Później zajął się prowadzeniem wykładów w Institut d’études politiques de Bordeaux.
Zaangażował się w działalność polityczną w ramach Partii Socjalistycznej, w 1997 został członkiem jej rady krajowej. Był wiceprezesem działającej przy tym ugrupowaniu federacji skupiającej osoby pełniące funkcje z wyboru (Fédération nationale des élus socialistes et républicains). Od 1995 do 2004 był przewodniczącym klubu radnych socjalistycznych w Bordeaux, w 2004 objął stanowisko członka rady departamentu w Żyrondzie.
Przez dwie kadencje (1999–2009) sprawował mandat posła do Parlamentu Europejskiego. Zasiadał w grupie Partii Europejskich Socjalistów, w VI kadencji był wiceprzewodniczącym Komisji Transportu i Turystyki. W wyborach parlamentarnych w 2012 został wybrany na deputowanego do Zgromadzenia Narodowego XIV kadencji. W izbie tej zasiadał do 2017.
W 2020 został jednym z liderów ruchu Territoires de progrès, ugrupowania skupiającego lewicowych stronników Emmanuela Macrona; do 2021 pełnił funkcję jego delegata generalnego.
Kawaler Legii Honorowej.